# Associação Omanense de Voleibol
A Associação Omanense de Voleibol  (em inglêsːOman Volleyball Association, em árabeːجمعية عمان للكرة الطائرة. OVA) é  uma organização fundada em 1978 que governa a pratica de voleibol no Omã, sendo membro da Federação Internacional de Voleibol e da Confederação Asiática de Voleibol, a entidade é responsável por  organizar  os campeonatos nacionais de  voleibol masculino e feminino no país.